# Llista d'artistes fetitxistes

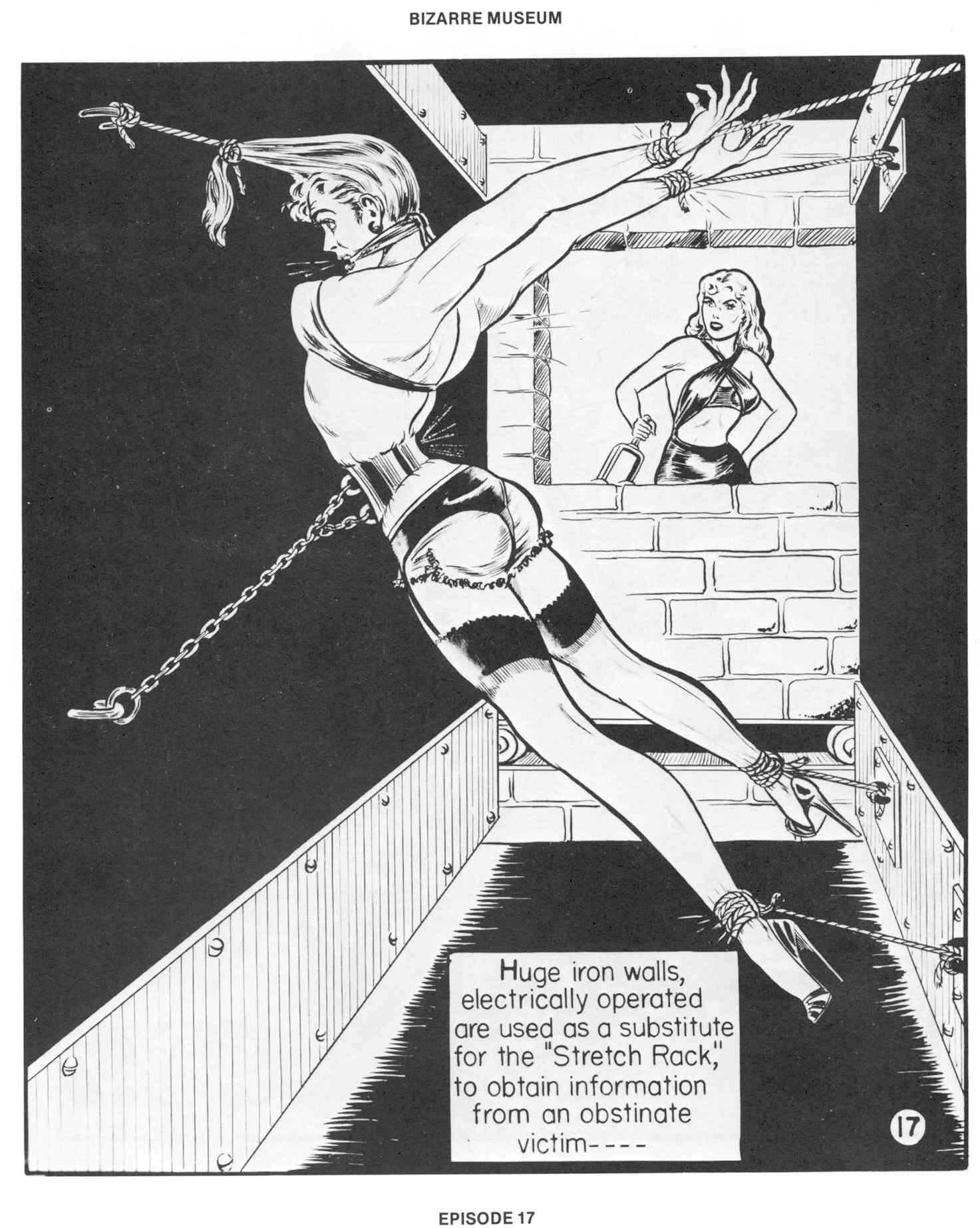
Exemple d'art fetitxista.

Un artista fetitxista és un artista que crea art fetitxista, és a dir, escenes en les que apareixen persones o objectes que poden ser motiu de fetitxisme sexual. Els artistes fetitxistes tant poden executar la seva obra en les disciplines de l'escultura, com de la pintura, la il·lustració, la fotografia o de l'art multimèdia.

## Primers artistes fetitxistes, 1940-1990
- Roberto Baldazzini
- Robert Bishop (erròniament equiparat a The Bishop o Ashely)
- Art Frahm
- Eric Stanton (també conegut com a John Bee o Savage)
- Tom of Finland
- Alberto Vargas
- John Willie
- Robert Mapplethorpe
- Gilles Berquet
- Hans Bellmer
- Bob Carlos Clarke

## Artistes fetitxistes recents

### Pintors i il·lustradors
- Patrick Conlon
- Drubskin
- Namio Harukawa
- Michael Manning
- Sardax
- Franco Saudelli
- Hajime Sorayama
- Tom Sutton (també conegut com a Dementia)

### Fotògrafs
- Steve Diet Goedde
- Eric Kroll
- Ken Marcus
- Roy Stuart
- Philip Warner

### Artistes multimèdia
- Patricia Chica

### Artistes pluridisciplinars
- Richard Kern
- Nathaniel Milljour

## Artistes fetitxistes accidentals

### Il·lustradors i novel·listes gràfics
Molts artistes del sector de còmic han inclòs conscientment imagineria fetitxista en el seu treball, normalment com una tècnica per a captar l'atenció del lector o per a denotar trets de maldat o corrupció.
- Brian Bolland
- John Byrne, X-Men, Fantastic Four
- Howard Chaykin, American Flagg, Black Kiss
- Daniel Clowes, Eightball
- Alan Davis, Excalibur
- Steve Dillon, Preacher
- Frank Miller, Sin City, The Dark Knight Strikes Again

### Artistes visuals
Els següents artistes han inclòs elements fetitxistes en el seu art:
- Allen Jones
- Helmut Newton
- Andres Serrano